# Hans Basil
Hans Basil, eigentlich Hans Gerhardt Adalbert Immanuel Meyer (* 19. Mai 1872 in Groß Quenstedt; † nach 1914) war ein deutscher Theaterschauspieler und Opernsänger (Bariton).

## Leben
Nachdem man bei Basil, Sohn eines Pfarrers, schöne Stimmmittel bei ihm entdeckt hatte, schritt er sofort an seine Ausbildung, um sich seiner Sängerlaufbahn zu widmen. Gesangsmeister Richard Schulz-Dornburg und Benno Stolzenberg wurden seine Lehrer und bereits 1895 konnte er im Stadttheater am Brausenwerth in Elberfeld als „Wolfram“ debütieren.
1896 kam er nach Halle (Antrittsrolle „Telramund“), 1897 ans Hoftheater nach Wiesbaden (Antrittsrolle „Wolfram“ und „Nevers“), 1898 nach Darmstadt (Antrittsrolle „Wotan“), hierauf 1899 nach Stettin, von wo er 1900 einem Antrag an das Stadttheater Zürich Folge leistet (Antrittsrolle „Holländer“). Dort blieb er bis 1905, von 1905 bis 1908 wirkte er in Mannheim, von 1908 bis 1911 am Stadttheater Aachen und von 1911 bis 1913 am Hoftheater Schwerin, wo er auch als Schauspieler auftrat und schließlich 1914 Abschied von der Bühne nahm. Er gastierte an den Hoftheatern von Stuttgart (1901, 1907 bis 1908), Hannover (1907) und München (1907 bis 1908) sowie an den Opernhäusern von Frankfurt am Main (1906) und Köln (1909).
Der Zeitpunkt und Ort seines Todes ist unbekannt.
Basil besaß eine schöne Baritonstimme von großer Kraft und glänzendem Timbre und eine Aussprache, die das Textbuch beinahe überflüssig machte. Auch zeichneten sich alle seine Leistungen in stimmlicher wie darstellerischer Beziehung durch scharfe Charakterisierung aus und seine Phrasierung sowie sein musikalisches Feingefühl muss besonders hervorgehoben werden. Er war vor allen Dingen ein trefflicher Wagnersänger, doch bot er auch mit seinem „Falstaff“ eine hervorragende Leistung. Von seinen Rollen seien noch genannt „Nelusko“, „Pizarro“, „Petruchio“, „Escamillo“, „Don Juan“, „Almaviva“ etc.
Sein älterer Bruder war der Schauspieler Friedrich Basil.